# Internationale Naturschutzakademie

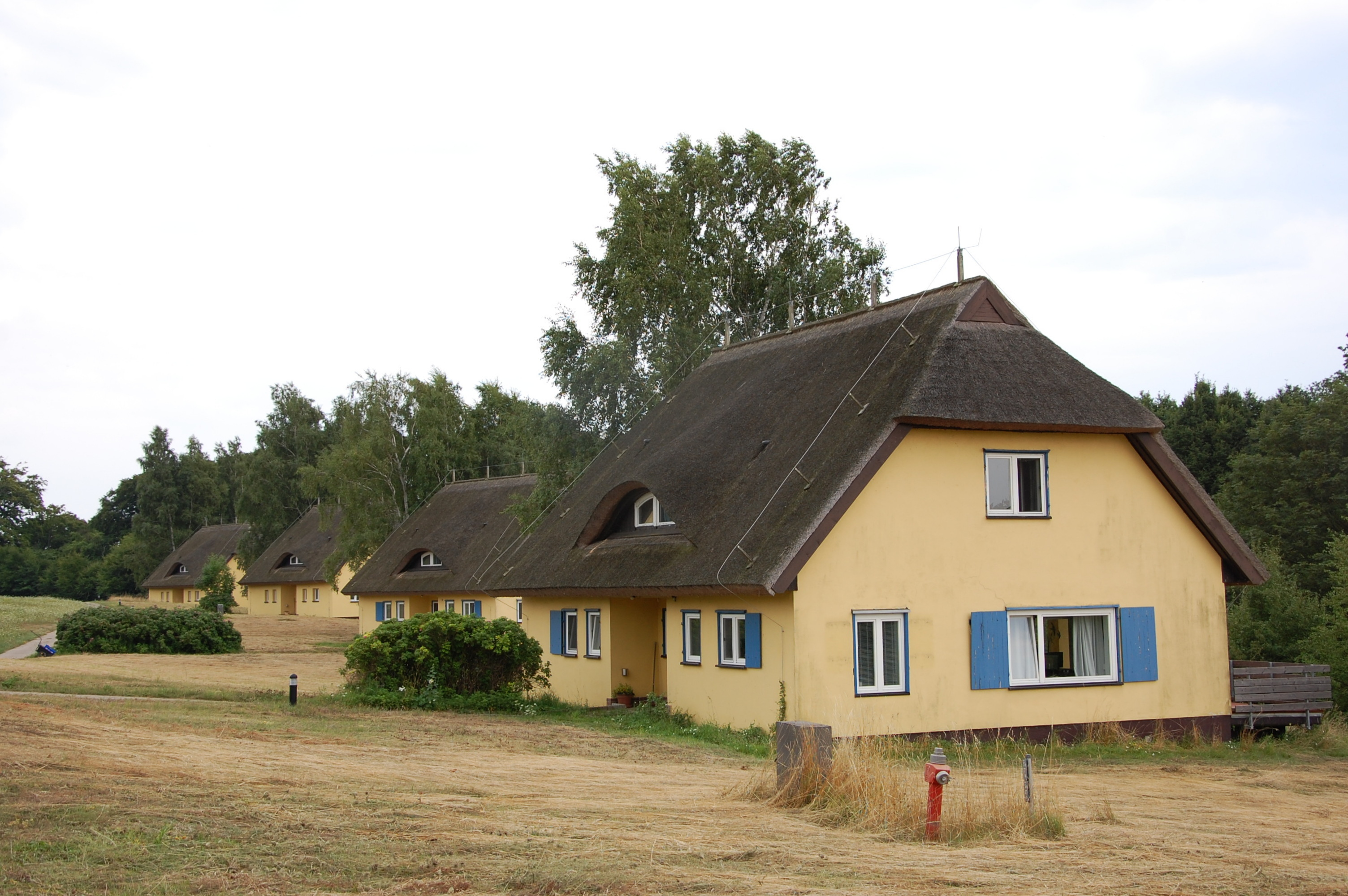
Gästehäuser der Naturschutzakademie

Die Internationale Naturschutzakademie (INA) ist eine staatliche Akademie, die für den deutschen und internationalen Raum Veranstaltungen mit Naturschutzbezug durchführt. Sie ist Teil der Außenstelle Vilm des Bundesamtes für Naturschutz (BfN) und unterstützt mit ihrer Arbeit das Bundesministerium für Umwelt, Naturschutz, Bau und Reaktorsicherheit.

## Aufbau und Aufgaben
Die 1990 gegründete Akademie hat seit ihrer Gründung Veranstaltungen mit über 45.000 Teilnehmenden aus über 160 Ländern durchgeführt (Stand: 2015).
In dem jährlich aktualisierten Programm setzt die INA mit ihren rund 70 internationalen und nationalen Veranstaltungen inhaltliche Schwerpunkte, beispielsweise:
- Unterstützung der globalen Naturschutzkonventionen
- Training und Beratung für Naturschutzfachkräfte aus dem Ausland
- Fortbildung für deutsche Fachkräfte im internationalen Naturschutz
- Bundesweiter Austausch zu Ansätzen und Instrumenten im deutschen Naturschutz
- Förderung des gesellschaftlichen Dialogs zu Grundfragen des Naturschutzes.[1]

Sie steht als Tagungsort auch anderen Einrichtungen zur Verfügung, die Veranstaltungen zu Natur- und Umweltschutzthemen durchführen wollen.
Aufgrund ihres Ursprungs aus der Deutschen Wiedervereinigung, soll die Akademie ein „naturpolitisches Fenster nach Nord- und Osteuropa [sein] und [...] Brücken zu den Ostseestaaten und den Ländern Osteuropas [...] schlagen“.

## Geschichte der Insel und der Akademie
Zeugnisse der Geschichte der Insel Vilm reichen bis in die Steinzeit zurück. Von 600 n. Chr. bis ins 12. Jahrhundert wurde sie bereits von Slawen bewohnt, für die Vilm ein heiliger Ort darstellte. Im Mittelalter wurde eine Kapelle auf Vilm errichtet (erste Kapelle im 14. Jahrhundert, die durch eine zweite 1494 ersetzt wurde), und die Insel war bis ins 16. Jahrhundert Heimstatt von Einsiedlermönchen. Bereits ab dem 13. Jahrhundert war die Insel im Besitz der Fürstenfamilie zu Putbus, die Vilm im 18. und 19. Jahrhundert als Sommerresidenz nutzte.
Im 19. Jahrhundert wurde die Insel als Bauernhof verpachtet. Ende des 19. Jahrhunderts erbauten die Pächter ein kleines Hotel, das bis ca. 1950 genutzt wurde. Danach wurden die Gebäude enteignet, die Pächterfamilie musste Vilm verlassen. Bis 1960 blieb die Insel Vilm ein beliebtes Ausflugsziel mit bis zu 700 Tagesgästen.
Im Jahre 1962 wurde ein Gästeheim für den DDR-Ministerrat eröffnet, woraufhin die Insel 30 Jahre lang für den öffentlichen Besucherverkehr gesperrt blieb. Vilm war nun regelmäßiges Ferienziel für hochgestellte DDR-Politiker und Mitarbeiter des Ministerrats. Auch Margot und Erich Honecker besuchten die Insel einige Male und wohnten dann im Haus Nummer 2. Die sich so ergebende Abgeschirmtheit der Insel erwies sich für Naturschutzbelange als positiv. Denn seit 1936 ist die Insel Vilm Naturschutzgebiet. Ihre Besonderheit liegt in dem seit beinahe 500 Jahren nahezu unbewirtschafteten Wald und der von Uferbefestigungen verschonten Küste.
Nach der deutschen Wiedervereinigung wurde auf Vilm am 6. Oktober 1990 die Internationale Naturschutzakademie Vilm durch den damaligen Bundesumweltminister Klaus Töpfer eröffnet. Seit 1993 ist die Einrichtung auf Vilm Außenstelle des Bundesamtes für Naturschutz, dessen Hauptsitz in Bonn liegt. Seit dem Herbst 1990 ist das Naturschutzgebiet Insel Vilm Kernzone des Biosphärenreservates Südost-Rügen. Ab 1990 wurde Vilm somit beschränkt wieder für die Öffentlichkeit zugänglich: Von März bis Oktober können täglich zweimal bis zu 30 Besucher unter autorisierter Führung die Insel betreten.
In den Jahren nach 1990 wurden viele Maßnahmen für einen umweltfreundlichen Betrieb der Außenstelle durchgeführt. Dazu zählen unter anderem eine Photovoltaikanlage, eine Solarthermieanlage, eine Holzpelletheizung, der Ersatz der dezentralen Elektroheizungen durch eine Zentralölheizung, umfangreiche Dämmungsmaßnahmen, Einbau von Isolierfenstern und eine vollbiologische Kläranlage. Neben der Liegenschaft des Bundesamtes für Naturschutz gibt es auf Vilm keine weiteren Gebäude und bis auf einen Traktor und Elektro-Fahrzeuge keine Autos.

## Räumlichkeiten und Ausstattung
Die INA hat drei Tagungsräume, die zwischen 12 und 65 Personen fassen können. Die Tagungsgäste werden auf der Insel Vilm in neun Gästehäusern untergebracht, in denen Einzel- und Doppelzimmer mit Bad zur Verfügung stehen. Die Versorgung läuft durch die hauseigene Küche. Läden und andere Einkaufsmöglichkeiten gibt es auf Vilm nicht. Die Übernachtung zu privaten Zwecken, z. B. Urlaub, ist auf Vilm nicht erlaubt.

## Zugang
Früher war die Insel Vilm ein beliebter Urlaubsort für viele Touristen. Zur Zeit der DDR-Regierung war der öffentliche Zugang zur Insel jedoch verboten. Seit 1990 kann die Insel beschränkt wieder besucht werden.
An- und Abreise für Tagungsgäste und die Mitarbeiter erfolgt zwischen dem Hafen in Lauterbach und dem auf Vilm durch den regelmäßigen Fährverkehr des BfN. Die Fährzeiten sind auf die Ankunft und Abfahrt des Zugs in Lauterbach abgestimmt. Die öffentlichen, geführten Touren von März bis Oktober organisiert die Fahrgastreederei Lenz, dafür ist eine Anmeldung notwendig. So können Gruppen von jeweils bis zu 30 Personen bis zu zweimal am Tag die Insel Vilm erkunden. Jährlich wechselnd finden einmal im Jahr ein öffentlicher Herbstspaziergang im Oktober und ein Tag der offenen Tür im Sommer statt.

## Kultur
Die Galerie zeigt in der Dauerausstellung „Der Baum und ich“ in Fotoarbeiten von Volkmar Herre künstlerische Perspektiven der Waldlandschaft auf Vilm. Im Siedlungsbereich sind Plastiken und Skulpturen von den Rügener Künstlern Hans Werner Kratzsch und Bernhard Misgajski zu sehen. Mehrmals im Jahr finden auch Musikkonzerte statt.
Die Preisträger des jährlich verliehenen Deutschen Preises für Nature Writing gestiftet vom Verlag Matthes & Seitz Berlin erhalten ein vom Bundesamt für Naturschutz gestiftetes Stipendium für einen mehrwöchigen Schreibaufenthalt auf der Insel Vilm. In dieser Zeit werden auch öffentliche Lesungen gehalten.